# Coelotrachelus ixtapalapaensis
Coelotrachelus ixtapalapaensis är en skalbaggsart som beskrevs av Dellacasa M., Dellacasa G. och Gordon 2009. Coelotrachelus ixtapalapaensis ingår i släktet Coelotrachelus och familjen Aphodiidae. Inga underarter finns listade i Catalogue of Life.